# Прайс (округ, Вісконсин)
Шаблон:StateAbbr_ 45°41′ пн. ш. 90°22′ зх. д. / 45.68° пн. ш. 90.36° зх. д.
 Прайс (англ. Price County) — округ (графство) у штаті  Вісконсин. Ідентифікатор округу 55099.

## Історія
Округ утворений 1879 року.

## Демографія
За даними перепису 
2000 року 
загальне населення округу становило 15822 осіб, зокрема міського населення було , а сільського — 15822.
Серед них чоловіків — 7949, а жінок — 7873. В окрузі було 6564 домогосподарства, 4416 родин, які мешкали в 9574 будинках.
Середній розмір родини становив 2,91.
Віковий розподіл населення поданий у таблиці:
| Стать    | До 15 років | 15-21 | 22-29 | 30-39 | 40-49 | 50-65 | 65-85 | Понад 85 |
| -------- | ----------- | ----- | ----- | ----- | ----- | ----- | ----- | -------- |
| Чоловіки | 1524        | 746   | 537   | 1059  | 1327  | 1446  | 1134  | 176      |
| Жінки    | 1472        | 600   | 516   | 1024  | 1229  | 1361  | 1366  | 305      |

## Суміжні округи
- Айрон — північний схід
- Вілас — північний схід
- Онейда — схід
- Лінкольн — південний схід
- Тейлор — південь
- Раск — захід
- Соєр — захід
- Ешленд — північний захід

## Виноски
1. ↑  U.S. Decennial Census. United States Census Bureau. Процитовано 8 серпня 2015.
2. ↑  Historical Census Browser. University of Virginia Library. Архів оригіналу за 11 серпня 2012. Процитовано 8 серпня 2015.
3. ↑  Forstall, Richard L., ред. (27 березня 1995). Population of Counties by Decennial Census: 1900 to 1990. United States Census Bureau. Процитовано 8 серпня 2015.
4. ↑  Census 2000 PHC-T-4. Ranking Tables for Counties: 1990 and 2000 (PDF). United States Census Bureau. 2 квітня 2001. Процитовано 8 серпня 2015.
5. ↑  State & County QuickFacts. United States Census Bureau. Архів оригіналу за 6 червня 2011. Процитовано 23 січня 2014.(англ.) Наведено за англійською вікіпедією.
6. ↑  American FactFinder. Бюро перепису населення США. Архів оригіналу за 26 лютого 2012. Процитовано 31 січня 2008.

| США | Це незавершена стаття з географії США. Ви можете допомогти проєкту, виправивши або дописавши її. |